# スーパー知恵MON
『スーパー知恵MON』（スーパーちえモン）は、1999年9月1日から2000年3月24日までTBS系列局で放送されていたTBS製作の生活情報番組である。放送時間は毎週月曜 - 金曜 12:00 - 12:55 （日本標準時）。

## 概要
毎分視聴率測定不能（0%）という歴代ワースト記録を叩き出した、『マダムんむん』に代わる番組として、改編期でもない1999年9月に放送開始。
半年あまりにわたって放送されたが、『ベストタイム』の放送開始に伴い、予告無しに打ち切られた。

## 出演者

### 司会
- 立川志の輔
- 坂上みき

### レギュラーパネリスト
- 月曜：清水ミチコ
- 火曜：地井武男
- 水曜：秋野暢子
- 木曜：渡辺正行
- 金曜：中田喜子

### 準レギュラーパネリスト
- 相田翔子[2]
- 生田智子[3]
- 中尾ミエ
- 松尾貴史[4]
- ほか

## テーマ曲

### オープニングテーマ
- Platypus （ゴンチチ）

### エンディングテーマ
- 恋をしようよ（西城秀樹）
- ANGEL （山下達郎）

## スタッフ
- 構成：高橋秀樹、張眞英、南恵子、日野原幼紀、梅田ひとし
- ディレクター：出原宏明、細谷健、匂坂緑里、丹伊田憲一
- チーフディレクター：清水雅哉
- プロデューサー：中川悦朗、高橋正嘉
- 製作著作：TBS、TBSビジョン